# Steve Bicknell
Stephen John Bicknell, detto Steve (Stockton, 28 novembre 1959), è un ex calciatore inglese, di ruolo centrocampista.

## Caratteristiche tecniche
Era un'ala sinistra.

## Carriera
Dopo aver giocato nelle giovanili del Leicester City esordisce tra i professionisti nel corso della stagione 1976-1977, all'età di 17 anni, con la prima squadra delle Foxes; in particolare gioca la sua prima partita il 9 aprile 1977, disputando da titolare l'incontro pareggiato per 0-0 sul campo del Newcastle Utd. Nel finale di stagione gioca poi altre 6 partite, 5 delle quali da titolare; viene riconfermato in rosa anche per la stagione 1977-1978, che le Foxes terminano all'ultimo posto in classifica, retrocedendo così in seconda divisione, senza però giocare in ulteriori partite di campionato. A fine stagione viene poi ceduto al Torquay Utd, club con il quale durante la stagione 1978-1979 gioca 3 partite nella quarta divisione inglese. Prosegue poi la sua carriera giocando a livello semiprofessionistico con Rugby Town e Southam United.